# Estátua equestre do Corvo

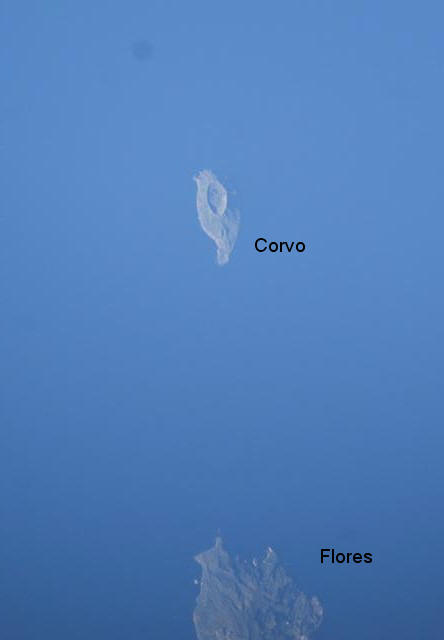
Ilha do Corvo: é possível ver a caldeira do vulcão, em cuja extremidade Oeste estaria a estátua.

A estátua equestre do Corvo foi uma estátua em pedra, representando uma figura humana a cavalo, com um braço apontando para Oeste, alegadamente descoberta na ilha do Corvo, no arquipélago dos Açores, aquando do reconhecimento da ilha no século XV.

## A crónica de Damião de Góis
A informação de que dispomos sobre o monumento, a noroeste do cume do vulcão, é do cronista Damião de Góis (1502-1574):
"...uma estátua de pedra posta sobre uma laje, que era um homem em cima de um cavalo em osso, e o homem vestido de uma capa como bedém, sem barrete, com uma mão na crina do cavalo, e o braço direito estendido, e os dedos da mão encolhidos, salvo o dedo segundo, a que os latinos chamam índex, com que apontava contra o poente.
"Esta imagem, que toda saía maciça da mesma laje, mandou el-rei D. Manuel tirar pelo natural, por um seu criado debuxador, que se chamava Duarte D'Armas; e depois que viu o debuxo, mandou um homem engenhoso, natural da cidade do Porto, que andara muito em França e Itália, que fosse a esta ilha, para, com aparelhos que levou, tirar aquela antigualha; o qual quando dela tornou, disse a el-rei que a achara desfeita de uma tormenta, que fizera o inverno passado. Mas a verdade foi que a quebraram por mau azo; e trouxeram pedaços dela, a saber: a cabeça do homem e o braço direito com a mão, e uma perna, e a cabeça do cavalo, e uma mão que estava dobrada, e levantada, e um pedaço de uma perna; o que tudo esteve na guarda-roupa de el-rei alguns dias, mas o que depois se fez destas coisas, ou onde puseram, eu não o pude saber." (Crónica do Príncipe D. João, Cap. IX, 1567)
O cronista refere ainda que o capitão do donatário, Pêro da Fonseca, presente nas ilhas das Flores e do Corvo em 1529:
"...soube dos moradores que na rocha, abaixo donde estivera a estátua, estavam entalhadas na mesma pedra da rocha umas letras; e por o lugar ser perigoso para se poder ir onde o letreiro está, fez abaixar alguns homens por cordas bem atadas, os quais imprimiram as letras, que ainda a antiguidade de todo não tinha cegas, em cera que para isso levaram; contudo as que trouxeram impressas na cera eram já mui gastas, e quase sem forma, assim que por serem tais, ou porventura por na companhia não haver pessoa que tivesse conhecimento mais que de letras latinas, e este imperfeito, nem um dos que ali se achavam presentes soube dar razão, nem do que as letras diziam, nem ainda puderam conhecer que letras fossem."
Duarte de Armas, que anteriormente havia sido encarregado pelo rei de fazer o levantamento das fortalezas da fronteira com Espanha, fora também encarregado de fazer um debuxo da estátua, que infelizmente se perdeu.